# Afrikai ciklámen
Az afrikai ciklámen (Cyclamen africanum) a hangavirágúak (Ericales) rendjébe, ezen belül a kankalinfélék (Primulaceae) családjába tartozó faj.

## Elterjedése, élőhelye
Észak-Algéria, Marokkó és Tunézia területén honos.

## Életmódja
Évelő növény, a kedvezőtlen, száraz időszakokat gumója segítségével vészeli át. Nem fagytűrő.